# Meloboris alopha
Meloboris alopha là một loài tò vò trong họ Ichneumonidae.